# Dielocroce berlandi
Dielocroce berlandi är en insektsart som först beskrevs av Navás 1936.  Dielocroce berlandi ingår i släktet Dielocroce och familjen Nemopteridae. Inga underarter finns listade i Catalogue of Life.